# 三重県道401号桑名四日市線
三重県道401号桑名四日市線（みえけんどう401ごう くわなよっかいちせん）は、三重県桑名市から四日市市に至る一般県道である。

## 概要
桑名市相川町から四日市市羽津甲に至る。
三重県北勢地方の主要都市間を結び、交通量も多いが、1車線区間が多く残されている。

### 路線データ
- 起点：桑名市相川町（浅川交差点、国道1号交点、国道421号起点）
- 終点：四日市市羽津甲（国道23号交点）
- 総延長：12.8731 km[1]
- 実延長：10.6404 km[1]
- 重用延長：2.2327 km[1]

## 路線状況

### 重複区間
- 国道23号（桑名市大字小貝須・地蔵交差点 - 桑名市大字小貝須・小貝須交差点）
- 国道1号 （四日市市富田2丁目・四日市市富田2丁目交差点 - 四日市市八田3丁目・八田三交差点）

### 道路施設

#### 橋梁
- 出郷橋（新堀川、桑名市）
- 日之出橋（員弁川、桑名市 - 三重郡川越町）
- 福崎橋（朝明川、三重郡川越町）

### 交通量
平日12時間交通量
| 地点             | 交通量  |
| ---------------- | ------- |
| 桑名市大字江場   | 9,305台 |
| 桑名市大字大貝須 | 1,532台 |

## 地理

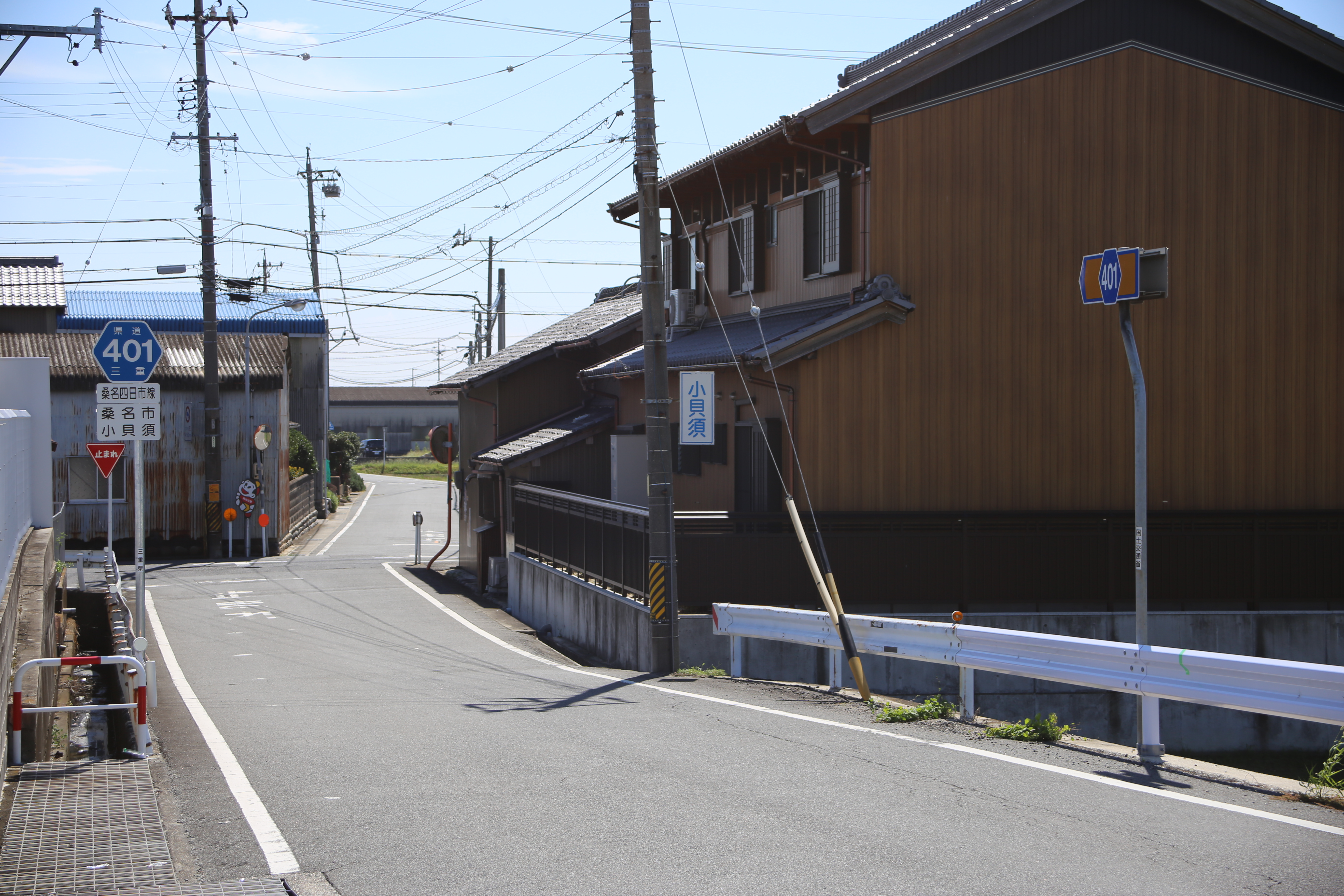
桑名市大字小貝須

### 通過する自治体
- 三重県
  - 桑名市 - 三重郡川越町 - 四日市市

### 交差する道路
| 交差する道路                                          | 市町村名 | 市町村名 | 交差する場所 | 交差する場所            |
| ----------------------------------------------------- | -------- | -------- | ------------ | ----------------------- |
| 国道1号 国道421号                                     | 桑名市   | 桑名市   | 相川町       | 浅川交差点 / 起点       |
| 三重県道613号福島城南線                               | 桑名市   | 桑名市   | 萱町         | 萱町交差点              |
| 国道23号 重複区間起点                                 | 桑名市   | 桑名市   | 大字小貝須   | 地蔵交差点              |
| 国道23号 重複区間終点                                 | 桑名市   | 桑名市   | 大字小貝須   | 小貝須交差点            |
| 三重県道69号湾岸桑名インター線                        | 桑名市   | 桑名市   | 大字大貝須   | 出郷橋西交差点          |
| E1A 伊勢湾岸自動車道                                  | 三重郡   | 川越町   | 大字亀崎新田 | 15 みえ川越IC           |
| 国道23号                                              | 三重郡   | 川越町   | 大字南福崎   | 南福崎交差点            |
| 三重県道505号四日市港松原線                           | 四日市市 | 四日市市 | 富州原町     | 海運橋西詰交差点        |
| 国道1号 重複区間起点                                  | 四日市市 | 四日市市 | 富田2丁目    | 四日市市富田2丁目交差点 |
| 三重県道8号四日市鈴鹿環状線 三重県道520号富田停車場線 | 四日市市 | 四日市市 | 東富田町     | 近鉄富田駅口交差点      |
| 国道1号 重複区間終点 三重県道64号上海老茂福線         | 四日市市 | 四日市市 | 八田3丁目    | 八田三交差点            |
| 国道23号                                              | 四日市市 | 四日市市 | 羽津甲       | 終点                    |

### 交差する鉄道
- 関西本線

### 沿線
- 桑名矢田郵便局
- 桑名市立日進小学校
- 桑名市消防本部 桑名市消防署
- 三重交通桑名営業所
- 八風バス本社
- 松阪競輪 川越場外車券売場
- チヨダウーテ本社
- 日本トランスシティ
- 四日市市役所 富洲原地区市民センター
- 四日市市立富洲原小学校
- エディオン 四日市北店
- 富田一色郵便局
- イオンモール四日市北
- 四日市東富田郵便局

### 沿線ガイド

#### 桑名市
国道1号を発し、東進して名四国道に接続する。地蔵交差点 - 小貝須交差点で国道23号と重複した後、湾岸桑名ICに向かう三重県道69号湾岸桑名インター線と交わり、南進して員弁川を日之出橋で越えて三重郡川越町に至る。

#### 三重郡川越町
日之出橋から狭い路地を抜け、曲がりくねりながらみえ川越ICと連絡、工場群を通り、四日市市に入る。

#### 四日市市
四日市港の少し内陸部を南西方向に進み、四日市市富田2丁目交差点 - 八田三交差点で国道1号と重複した後、国道23号と接続して終点となる。